# EAA エアベンチャー・オシュコシュ
EAA エアベンチャー・オシュコシュ（英語: EAA AirVenture Oshkosh）はウィスコンシン州オシュコシュで実験機協会（EAA：Experimental Aircraft Association）が主催する航空ショーである。

## 概要
期間中はホームビルト機の製造のノウハウを教える教室が開催されたり、2005年7月28日にはHondaJetが公開されるなど、軽飛行機やヘリコプター、超軽量ジェット機メーカーにとっては新製品の発表の場ともなっている。
デモフライトでは曲技飛行や往年の第二次世界大戦時の機体やレプリカ機や消防飛行艇、F-22のような軍用機等、多種多様な機体が飛行する